# Roquemaure (Tarn)
Roquemaure è un comune francese di 377 abitanti situato nel dipartimento del Tarn nella regione dell'Occitania.

## Società

### Evoluzione demografica
Abitanti censiti